# The Platinum Collection (Franco Battiato)
The Platinum Collection è una raccolta di successi del cantante italiano Franco Battiato, pubblicata nel 2004 dalla EMI. La raccolta è composta da 3 CD, per un totale di 53 canzoni. La raccolta è completata da un libretto di 23 pagine comprendente diverse immagini dell'artista, i testi delle canzoni e la discografia completa.

## Tracce
Testi di Franco Battiato, tranne dove indicato, musiche di Franco Battiato e Giusto Pio.
CD 1
1. Centro di gravità permanente – 3:54 (Battiato-Pio)
2. Voglio vederti danzare – 3:37 (Battiato-Pio)
3. L'era del cinghiale bianco – 4:14 (Battiato-Pio)
4. Cuccurucuccù – 4:09 (Battiato-Pio)
5. Summer on a Solitary Beach – 4:55 (Battiato-Pio)
6. Up Patriots to Arms – 5:00 (Battiato-Pio)
7. Bandiera bianca – 5:22 (Battiato-Pio)
8. Le aquile – 4:08 (Battiato-Pio)
9. Strade dell'est – 4:18 (Battiato-Pio)
10. Venezia-Istanbul – 4:33 (Battiato-Pio)
11. Sentimiento nuevo (versione spagnola) – 3:52 (Battiato-Pio)
12. Radio Varsavia – 4:05 (Battiato-Pio)
13. Gli uccelli – 4:40 (Battiato-Pio)
14. Il re del mondo – 5:35 (Battiato-Pio)
15. Prospettiva Nevski – 3:57 (Battiato-Pio)
16. Stranizza d'amuri – 5:10 (Battiato-Pio)

Durata totale: 71:29
CD 2
1. Chan-son egocentrique – 4:12 (Battiato-Pio)
2. La stagione dell'amore – 3:47 (Battiato)
3. I treni di Tozeur – 3:07 (Cosentino-Battiato-Pio)
4. No Time No Space – 3:26 (Battiato-Pio)
5. L'esodo – 5:11 (Battiato-Pio)
6. Tramonto occidentale – 3:13 (Battiato-Pio)
7. Risveglio di primavera – 3:30 (Battiato-Pio)
8. Un'altra vita – 3:42 (Battiato-Pio)
9. Mal d'Africa – 3:46 (Battiato)
10. Clamori – 4:28 (Battiato-Pio)
11. Via Lattea – 4:50 (Battiato)
12. Scalo a Grado – 3:29 (Battiato-Pio)
13. Zone depresse – 3:28 (Battiato-Pio)
14. L'animale – 3:16 (Battiato)
15. Fisiognomica – 4:28 (Battiato)
16. Gente in progresso – 3:31 (Battiato-Pio)
17. New Frontiers – 3:13 (Battiato-Pio)
18. Temporary Road (versione inglese) – 2:50 (Battiato-Pio)
19. Veni l'autunnu – 3:25 (Battiato)

Durata totale: 70:52
CD 3
1. E ti vengo a cercare – 3:49 (Battiato)
2. Povera patria – 3:41 (Battiato-Pio)
3. Atlantide – 3:54 (Battiato)
4. Nomadi – 4:23 (Camisasca)
5. Caffè de la paix – 4:22 (Battiato)
6. Breve invito a rinviare il suicidio – 4:17 (Sgalambro-Battiato)
7. Secondo imbrunire – 3:15 (Battiato)
8. Come un cammello in una grondaia – 3:27 (Battiato-Pio)
9. Sui giardini della preesistenza – 3:45 (Battiato)
10. Le sacre sinfonie del tempo – 3:44 (Battiato-Pio)
11. Lode all'inviolato – 3:49 (Sgalambro-Battiato)
12. L'ombrello e la macchina da cucire – 4:18 (Sgalambro-Battiato)
13. L'ombra della luce – 4:48 (Battiato-Pio)
14. L'oceano di silenzio – 4:17 (Battiato)
15. Giubbe rosse – 4:14 (Battiato-Pio)
16. Alexander Platz (live) – 3:24 (Cohen-Battiato-Pio)
17. Lettera al governatore della Libia (live) – 3:28 (Battiato-Pio)
18. Mesopotamia (versione spagnola) – 4:23 (Battiato-Pio)

Durata totale: 71:18